# Histoire de la force terrestre belge depuis 1945
L’histoire de la force terrestre belge depuis 1945 retrace l'historique de la Composante terre, appelée aussi « force terrestre », de l'armée belge depuis 1945 et la fin de la Seconde Guerre mondiale.
À la fin de la Seconde Guerre mondiale, les forces armées belges sont constituées par les unités ayant combattu au sein des Forces belges libres, comme la Brigade Piron ou les fusiliers de la compagnie belge du 5e régiment de SAS. Ces unités sont équipées de matériel et d'équipements militaires (uniformes, armement individuel...) britanniques et américains - certains de ces matériels restant en service jusqu'au début des années 1960 comme les Halftracks américains de la Seconde Guerre mondiale.
Avec le commencement de la Guerre froide, la Belgique va bénéficier du Military Assistance Program, mis en place dans le cadre du Mutual Defense Assistance Act après la création en 1949 de l'OTAN. Dès le début des années 1950, les forces armées belges prennent part à la Guerre de Corée (Corps de Volontaires pour la Corée).
Depuis la fin de celle-ci et la chute des régimes communistes en Europe, la Belgique a participé, sous mandat de l'ONU ou de l'OTAN, à de nombreuses missions de maintien de la paix: KFOR au Kosovo, ISAF en Afghanistan, FINUL au Sud-Liban...

## Évolution de la «composante terrestre» de l'armée belge depuis 1945
La fin de la Seconde Guerre mondiale marque un tournant dans l'histoire des forces armées européennes. Celles-ci sont désormais organisées et équipées en tenant compte des leçons technologiques, tactiques et stratégiques du conflit: rôle primordial du char de combat, mécanisation des forces armées (en dehors de l'armée suisse, le cheval a définitivement disparu des armées), utilisation d'unités de combat inter-armes...

### Forces terrestres belges à la fin de la Seconde Guerre mondiale
« À la fin de la guerre, cinq des brigades créées par la Belgique au moment de la libération par la levée de 57 bataillons de fusiliers (infanterie), quatre bataillons du génie et quatre bataillons de pionniers ainsi que 34 bataillons de transport motorisé d’octobre 1944 à juin 1945, et la brigade Piron - qui avait contribué à la libération de la côte française du nord - formèrent deux divisions de la nouvelle armée belge qui furent utilisées en Ardenne et dans les combats de 1945 en Allemagne. Les commandos et les membres belges des SAS formèrent le Régiment des paracommandos. D'autres éléments de la nouvelle armée belge seront par ailleurs reconstitués à partir des Brigades d'Irlande ».
En novembre 1944, le Royaume–Uni accorde à la Belgique l’assistance en équipement dont elle a besoin pour mettre sur pied trois divisions d’infanterie et un embryon d’armée de l’air.
Les Liberated Manpower Units, créées par l’accord Erskine-Demets du 1er décembre 1944, voient le jour. La mission de ces unités équipés par le Royaume-Uni qui sont à la disposition des 21e Groupe d’armées britannique et 12e Groupe d'armées des États-Unis réside alors dans le maintien de l’ordre derrière le front et la sécurité des voies de communications. Au 8 mai 1945, les 142 unités prévues n'étaient pas toutes opérationnelles mais les LMU disposaient de 71 000 hommes. Une fois qu'une LMU n'était plus requise par le Supreme Headquarters Allied Expeditionary Force il est retourné en Belgique et a été dissous quelques semaines plus tard. Ainsi, pratiquement tous les LMU ont été dissous à la fin de septembre 1946.
Un total de 75 000 militaires belges se trouvent en Allemagne le 8 mai 1945

### Organisation, personnels et moyens

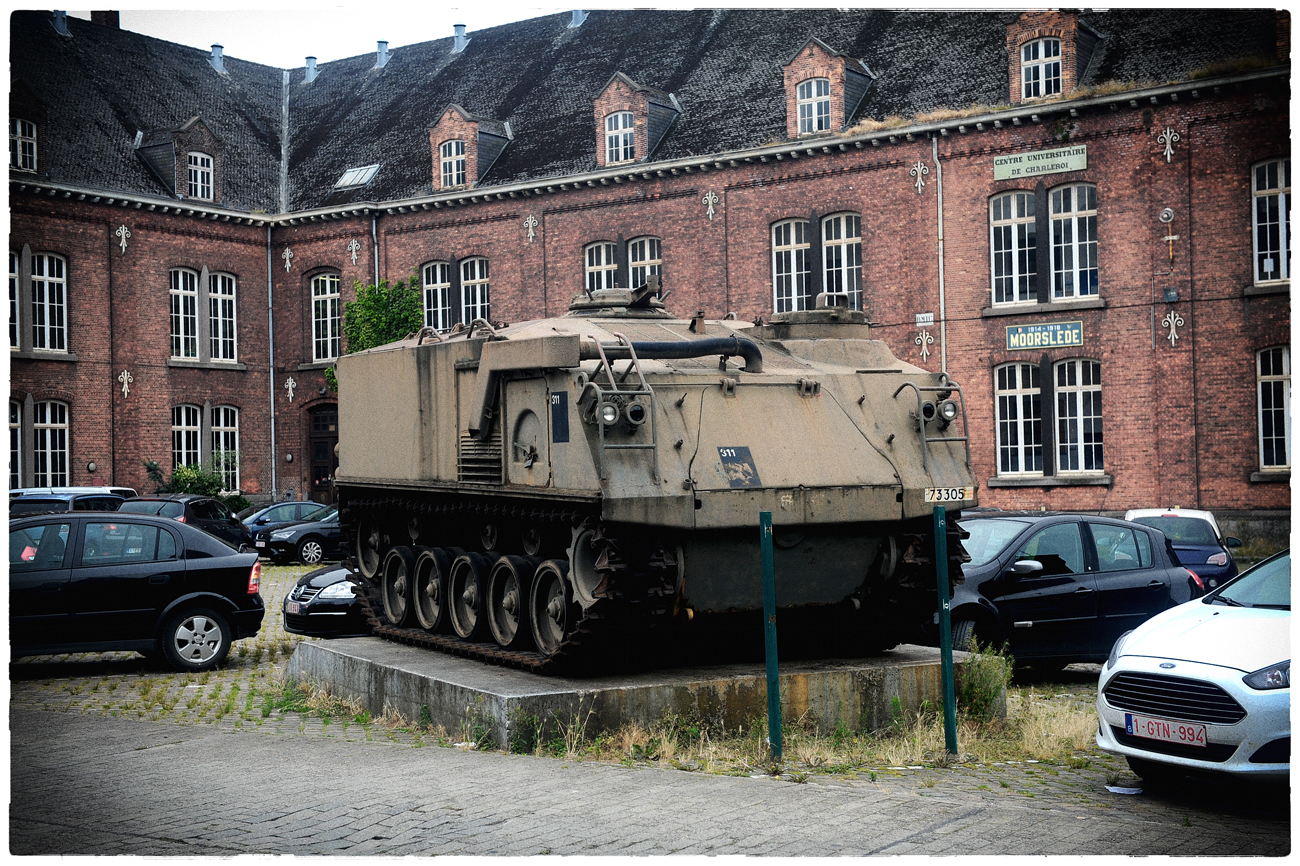
Un transport de troupes M75

Fin 1983, la force terrestre aligne 69 667 combattants (en incluant les effectifs de la composante médicale) dont 27 525 appelés. Ils sont répartis dans une brigade blindée et trois brigades d'infanterie mécanisées composant deux divisions, un régiment de commandos parachutistes, trois bataillons de reconnaissances, un bataillon de chars, deux bataillons d'infanterie motorisée, trois bataillons d'artillerie, un bataillon de missiles balistiques sol-sol, quatre bataillons de défense antiaérienne (deux de missiles sol-air, deux de Flakpanzer Gepard), cinq bataillons du génie militaire et quatre escadrons d'aviation légère. Elle dispose de 160 000 réservistes.
Leurs principaux matériels à cette date sont:
- 334 chars de combat Leopard 1,
- 133 chars légers FV-101 Scorpion,
- 153 véhicules de reconnaissance blindé FV-107 Scimitar,
- 1 360 véhicules de transport de troupes dont 266 FV-103 Spartan, ainsi que des M75 (771 en réserve en 1976, acquis à partir de 1952) et AMX-13 VCI (534 en 1976)[8],
- 96 obusiers automoteurs M108 de 105 mm,
- 25 M44 self propelled howitzer (en) de 155 mm (en réserve),
- 41 obusiers automoteurs M109 de 155 mm,
- 11 obusiers automoteurs M110 de 203 mm,
- 22 obusiers de 105 mm,
- 14 M115 howitzer (en) (version M2) de 203 mm,
- 6 lance-missile sol-sol MGM-52 Lance (12 lanceurs M289 en 1965[9])
- 80 canons antichars automoteurs Kanonenjagdpanzer de 90 mm,
- 43 FV-102 Striker armés de missiles antichars Swingfire,
- 274 postes de tir Milan,
- 115 canons antiaériens automoteurs de 20 mm,
- 55 Flakpanzer Gepard de 35 mm,
- 37 lanceurs de missiles sol-air MIM-23 Hawk
- 12 avions Britten-Norman Islander
- 67 hélicoptères Alouette II
- Drones MBLE Épervier (30 exemplaires commandés en 1969, en service de 1976 a 1999)[10]

Elle à des missions nucléaires avec des armes nucléaires tactiques (mines de démolitions, obus atomiques, missiles sol-sol et sol-air) de 1959 à 1992 des forces américaines mit à leur disposition dans le cadre du Partage nucléaire de l'OTAN.
En 1989, l'effectif est de 68 700 militaires; En cas de mobilisation générale, elle pouvait mettre en ligne six brigades et une vingtaine de bataillons.
Après l'instauration de la « structure unique » qui chapeaute les forces armées belges depuis le 1er janvier 2002, la force terrestre est devenue la « Composante Terre » de celles-ci. 
Service militaire obligatoire
La suppression du service militaire obligatoire a été décidée en juillet 1992, au profit d'une armée de métier qui devait aligné 40 000 professionnels en 1997.
Les 819 derniers appelés du contingent (contre 35 000 au début des années 1990) libérés le 30 avril 1995, étaient tous affectés à des tâches militaires sans caractère opérationnel. Depuis 1993, la durée du service militaire était de huit mois en Belgique et six mois pour les appelés envoyés en Allemagne.

### Garnisons, écoles, centres d'instruction et infrastructures
Écoles

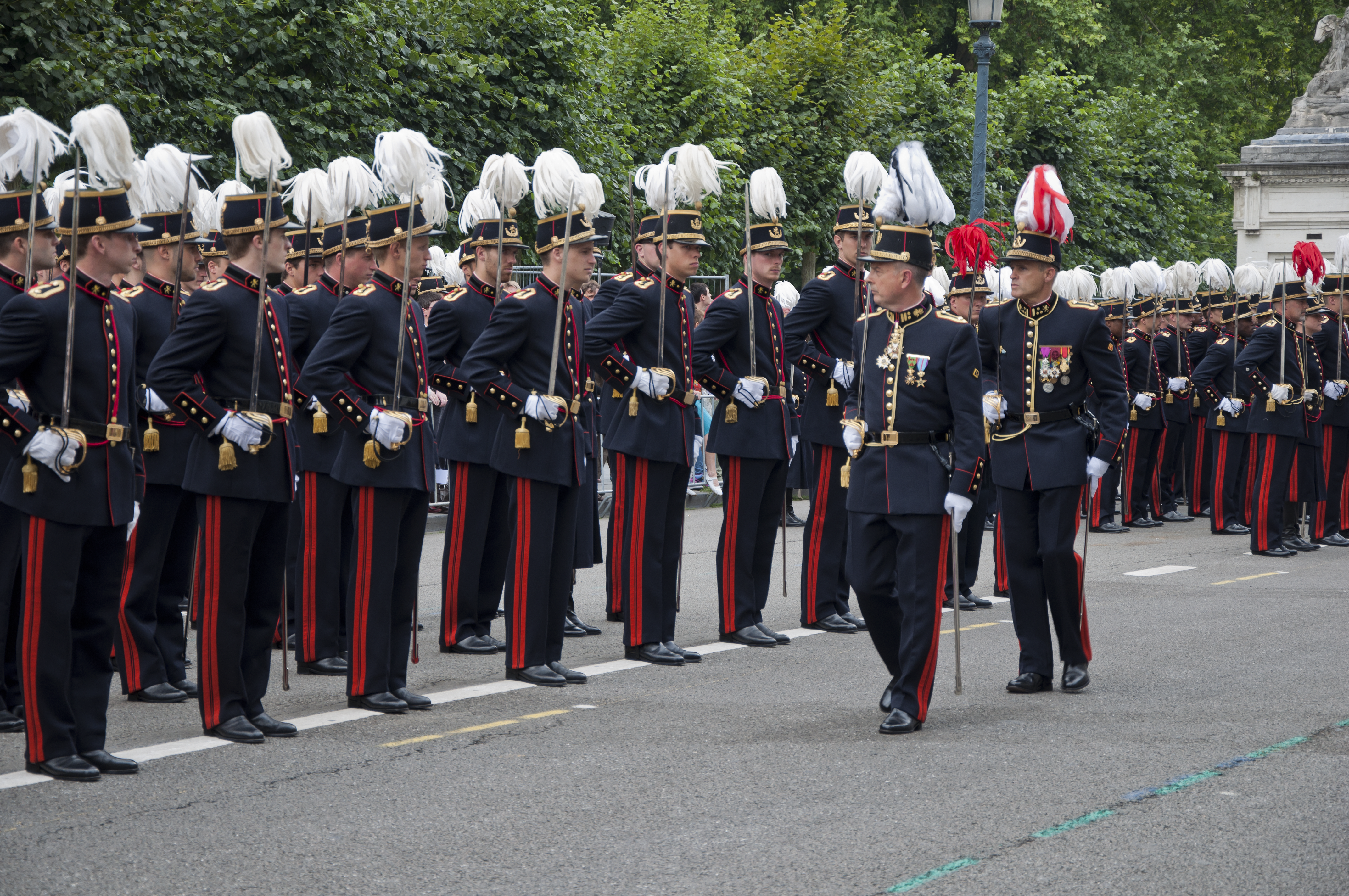

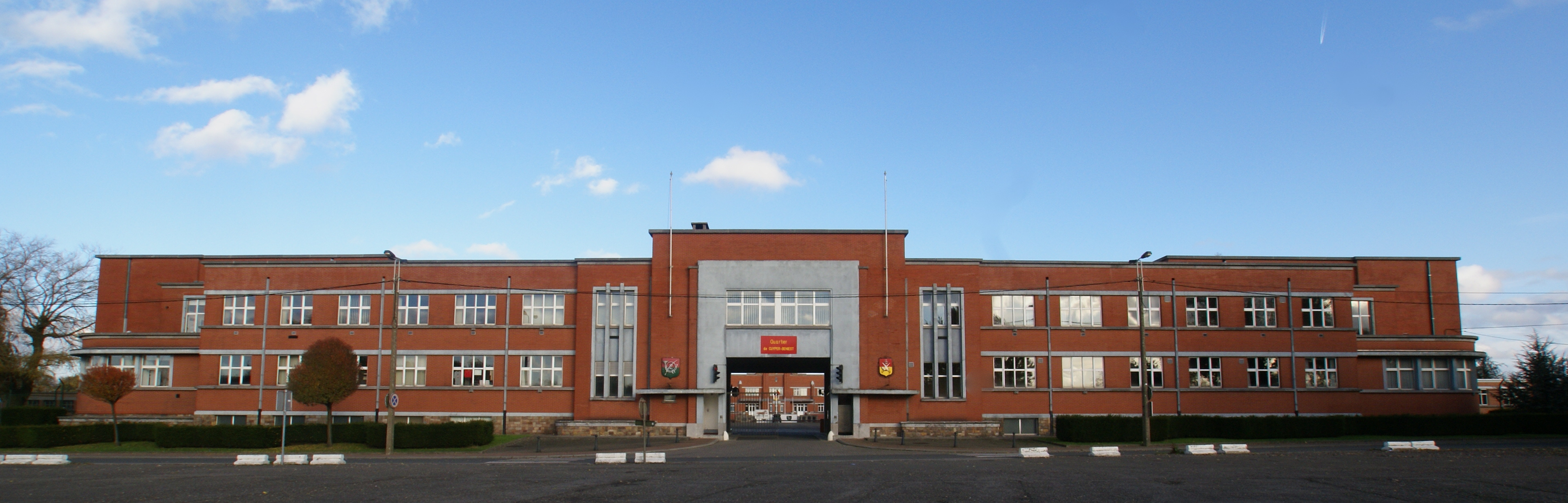

À partir de 2021, tous les officiers de la force terrestre belge (une quarantaine par an pour l'infanterie, une centaine au total) seront formés dans les écoles d'armes françaises.
Centres d'instruction
Les centres d'instruction ont pour mission d'assurer la formation militaire de base des hommes du rang, engagés volontaires ou appelés.
Un centre d'instruction pour l'infanterie était installé à Saive dans la province de Liège
Polygones de tir
Champs de manœuvre
L'armée belge dispose de deux champs de manœuvre: ceux de Bourg-Léopold dans la Province du Limbourg et de Marche-en-Famenne en Province de Luxembourg.
Hôpitaux militaire
Villes de garnison

### Parachutistes, commandos et unités spéciales (ESR)
« Paras » et « Cdos »
Régiment Para-Commando (Belgique)
Brigade Para-Commando
ESR
Forces spéciales

### La force terrestre au sein de l'OTAN

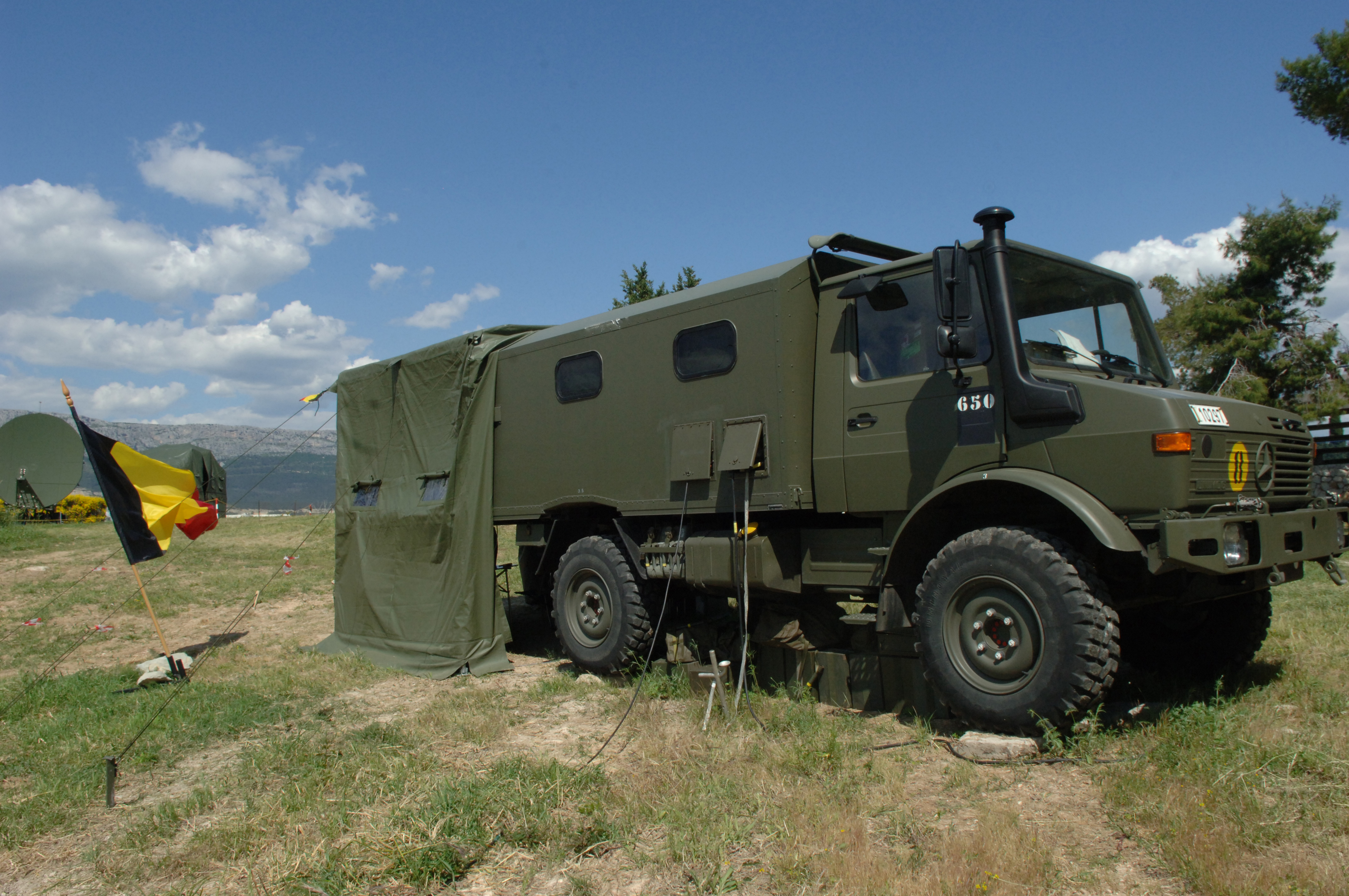
Un camion Unimog d'un poste de commandement belge en Croatie lors d'un exercice de l’OTAN en 2008.

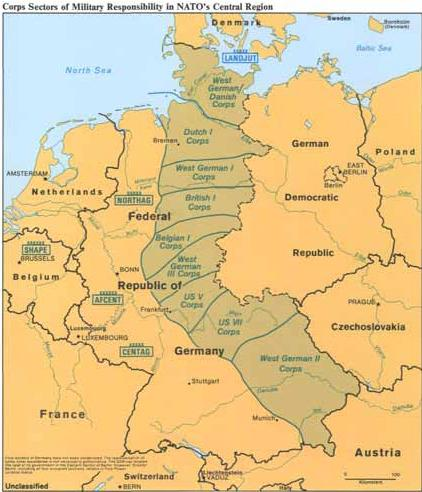
Secteurs de responsabilité des corps d'armées de l'OTAN en Allemagne de l'Ouest depuis le retrait de la France du commandement intégré. Le Corps d'armée belge tenait le secteur sud du Norhag.

La Belgique étant l'un des membres fondateurs de l'OTAN, ses forces armées sont donc intégrées dans le système de défense globale de l'Europe de l’Ouest. En cette qualité, son armée a donc prit part, penfant la Guerre Froide, à de nombreuses manœuvres et exercices comme les manœuvres « REFORGER » (acronyme anglo-saxon pour « REturn of FOrces in GERmany ») ou le Canadian Army Trophy.
Le 1(BE)Corps au sein du Northern Army Group
Les Forces belges en Allemagne ont existé de 1946 à 2002.

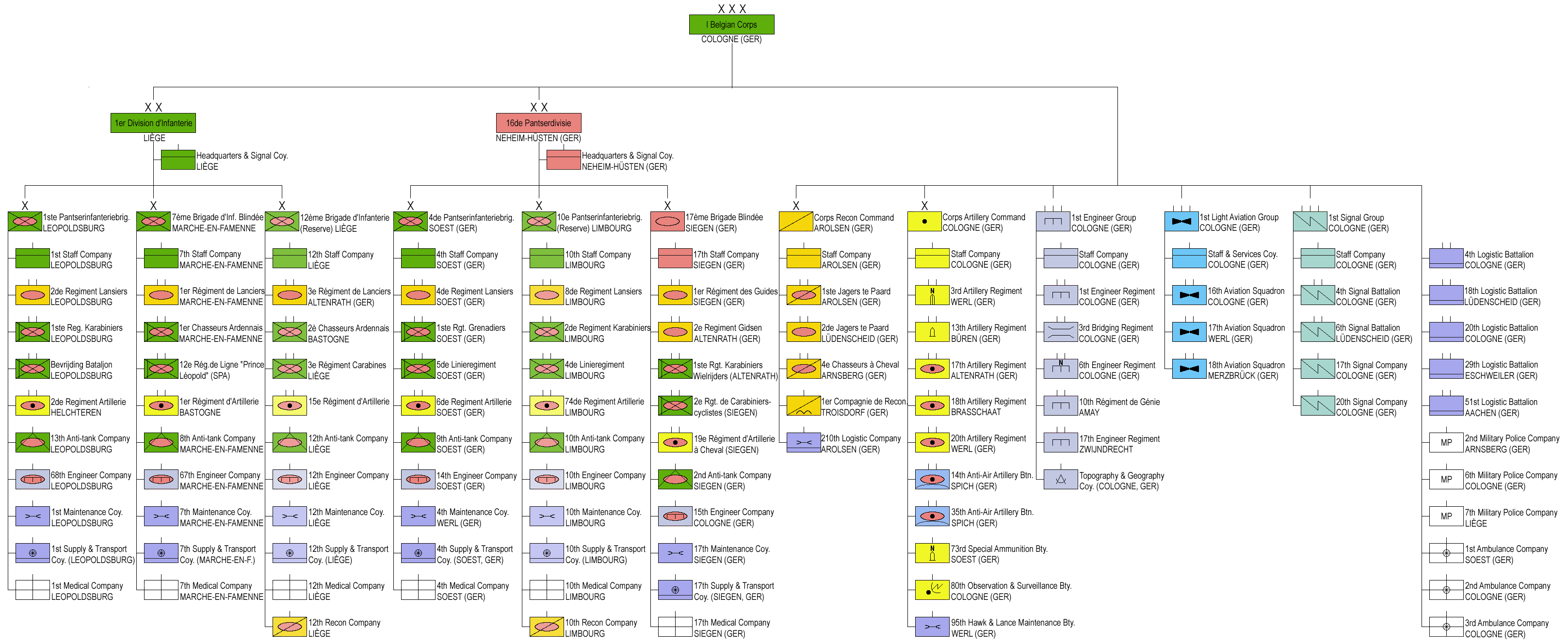
Organigramme du 1er corps d'armée belge en 1989.

## Équipement et armement

### Armement individuel

#### Fusils d'assauts

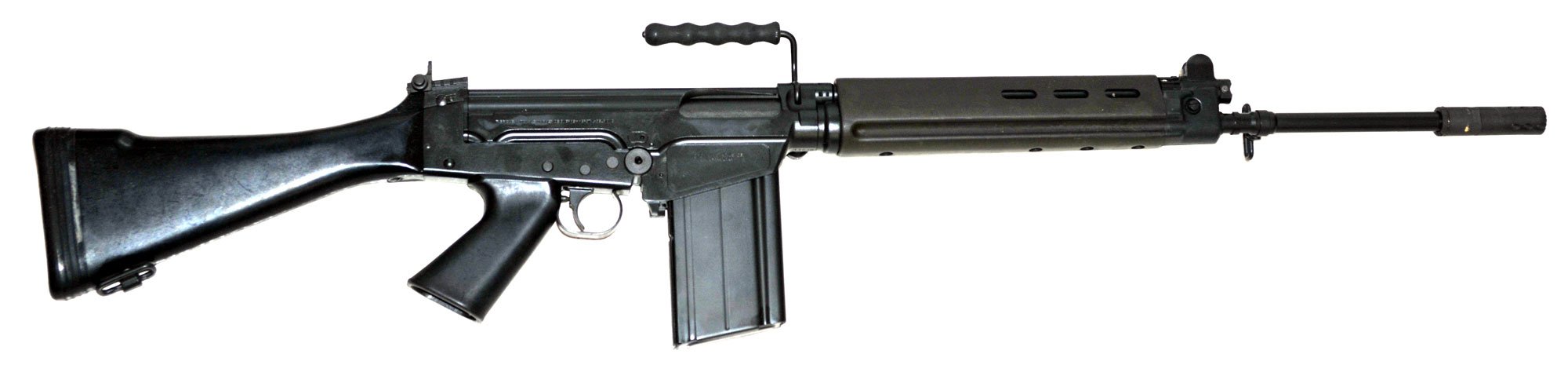
FN FAL (remplacé par la FNC)
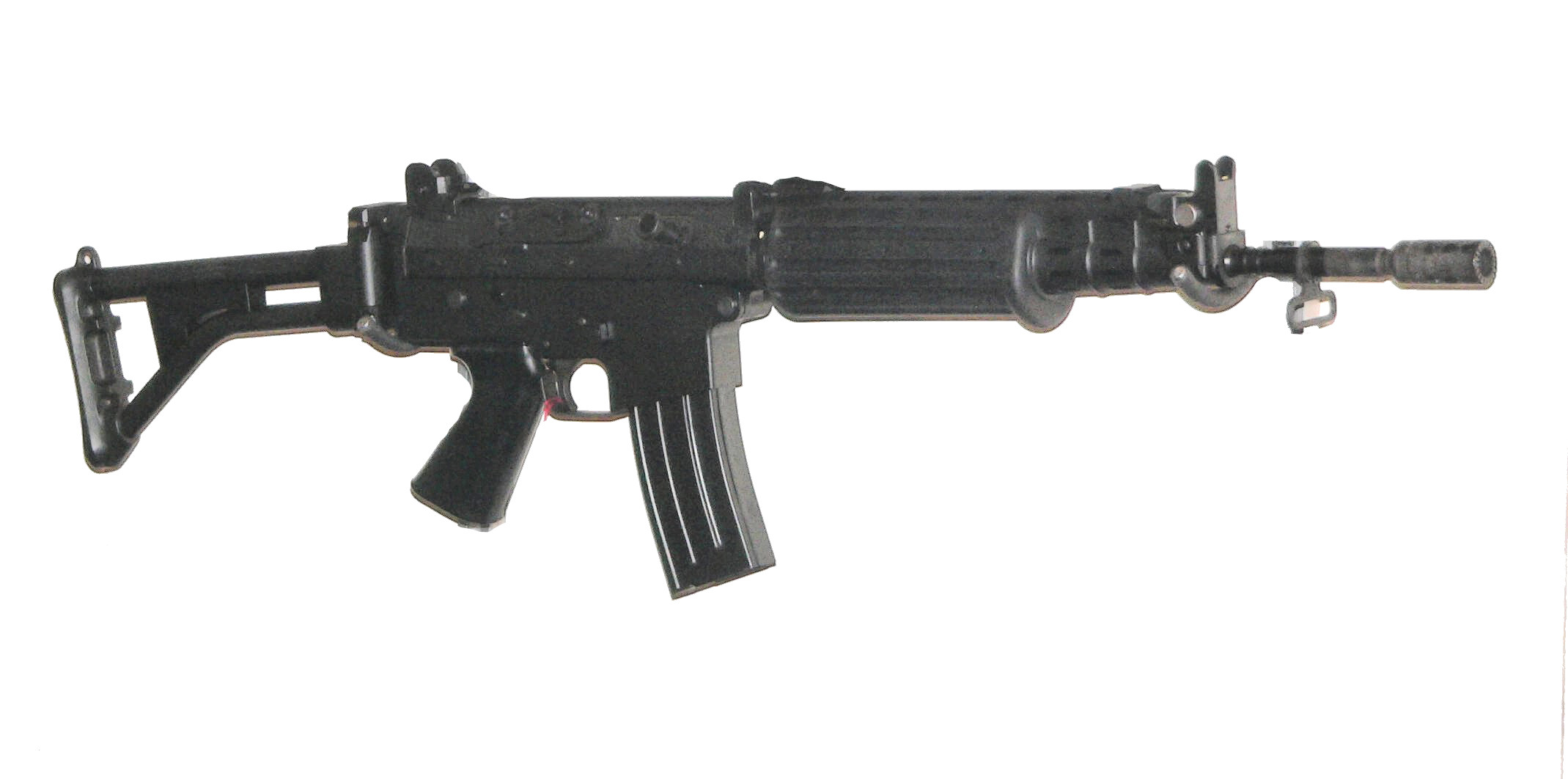
FN FNC (remplacé entre 2013 et 2022 par le FN SCAR-L)

#### Armes de poing

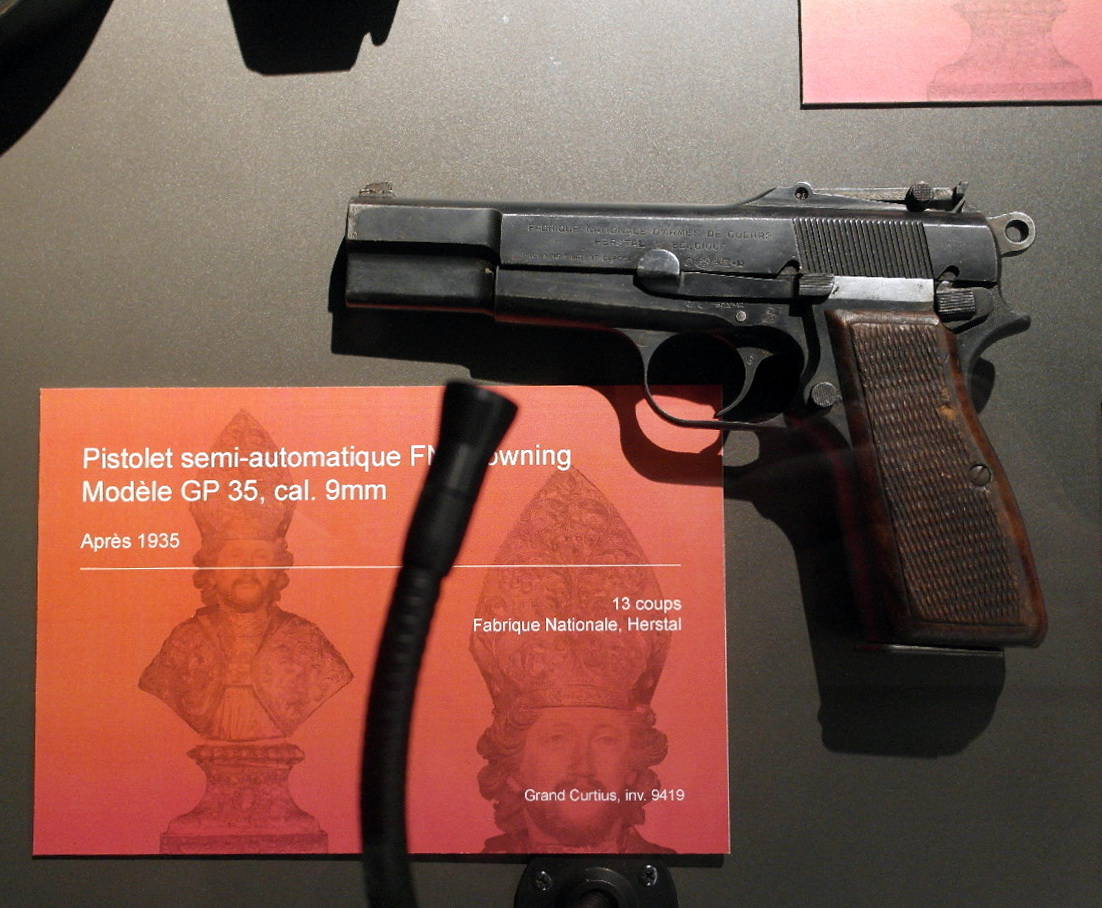
Browning GP (remplacé par le Five-Seven)

#### Pistolets mitrailleurs et mitraillettes

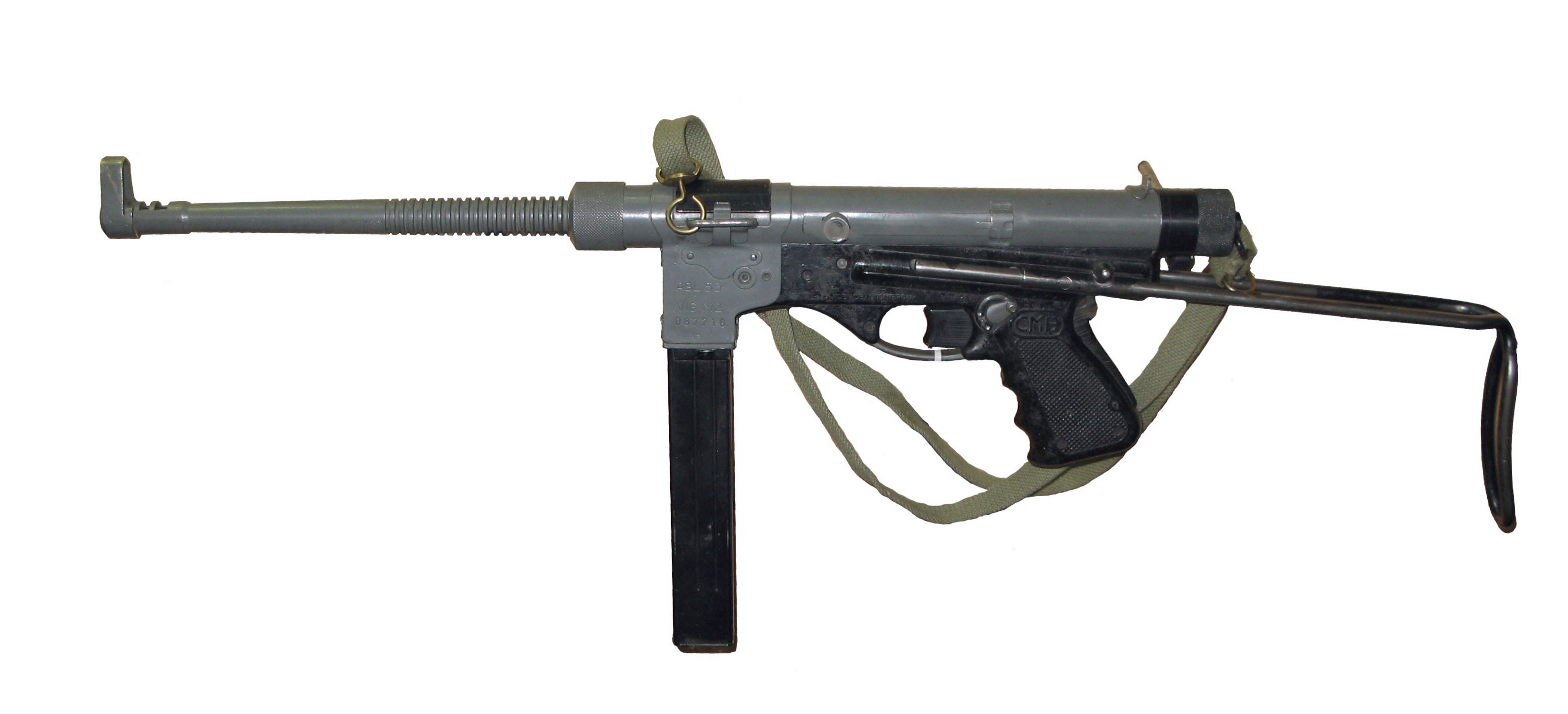
PM Vigneron M2
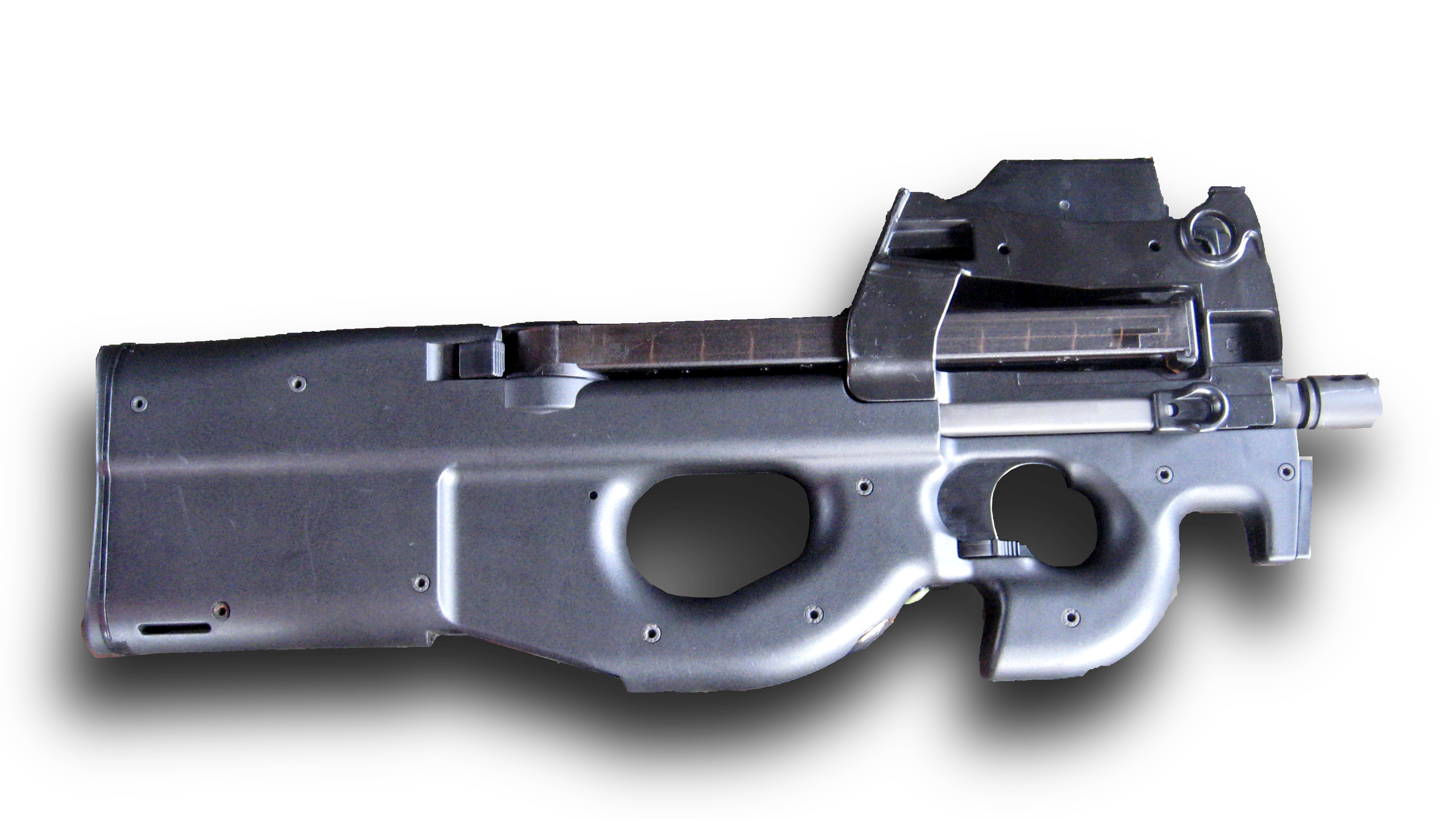
FN P90

### Armement collectif
Armes d'appui

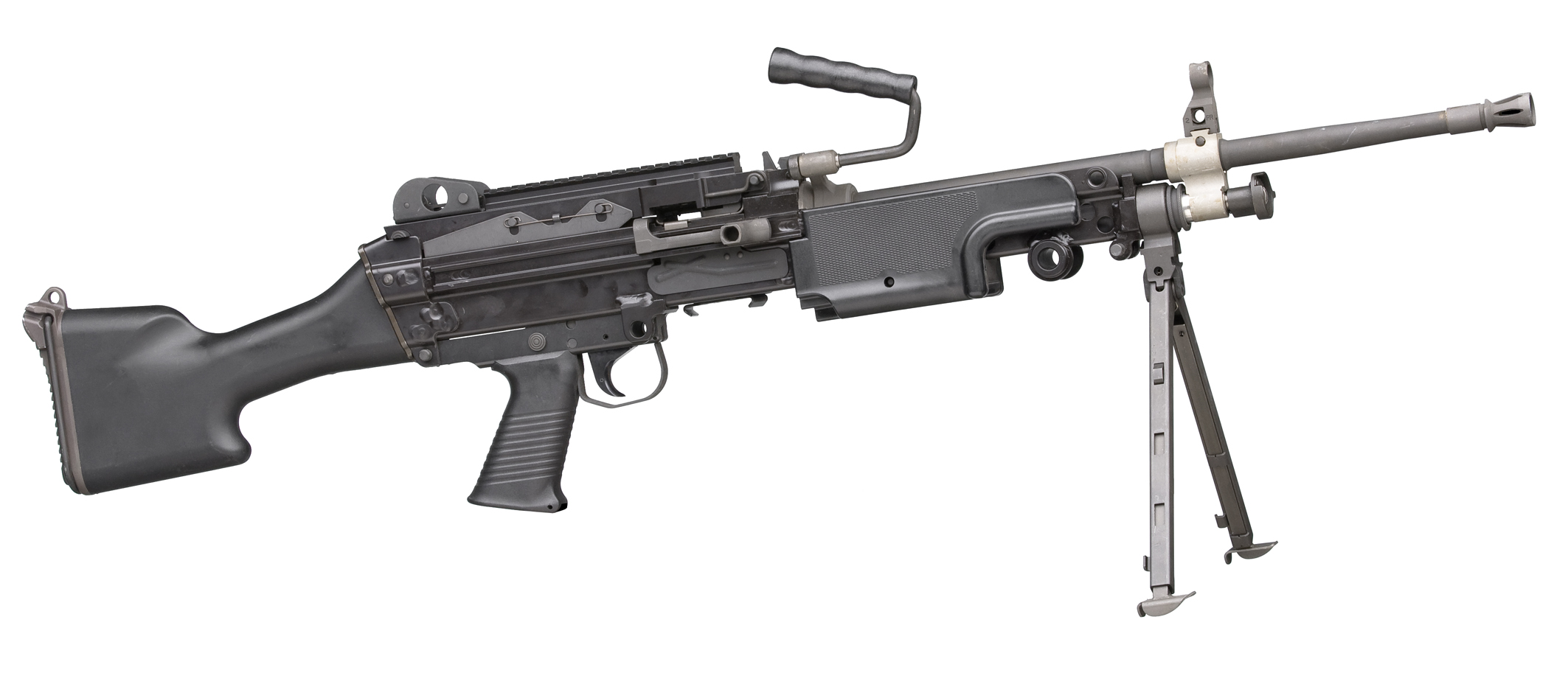
FN Minimi
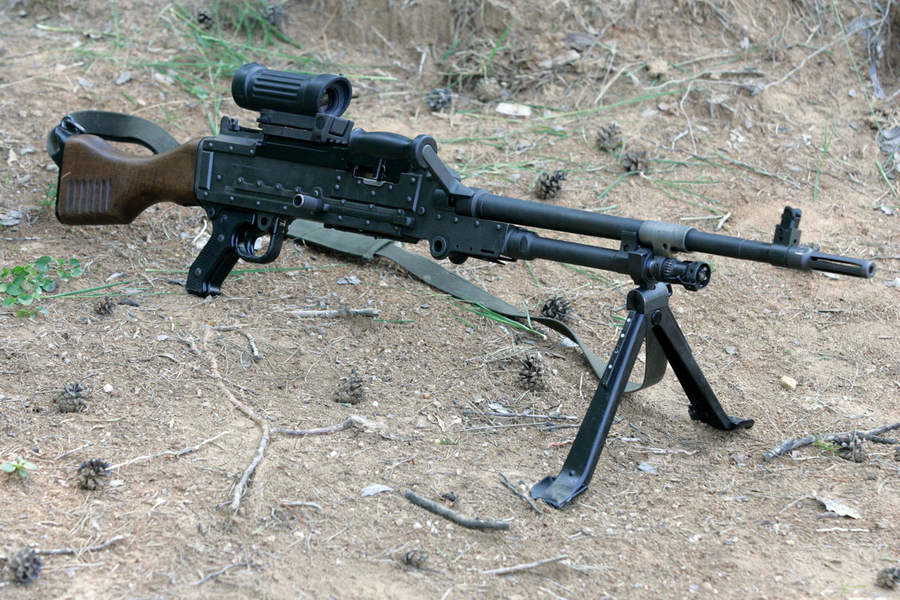
FN MAG
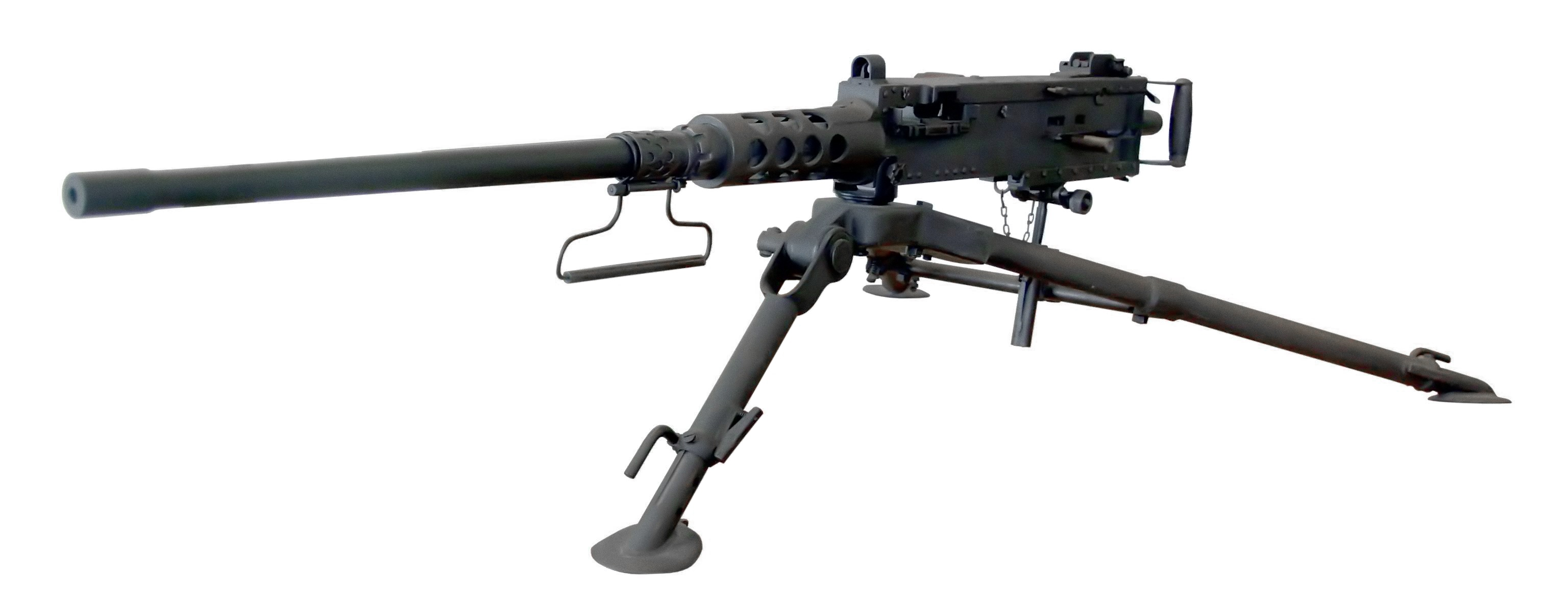
Browning M2

Mortiers et obusiers

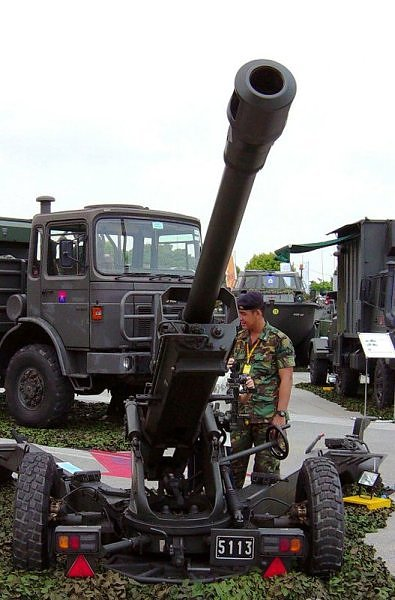
Obusier LG 1
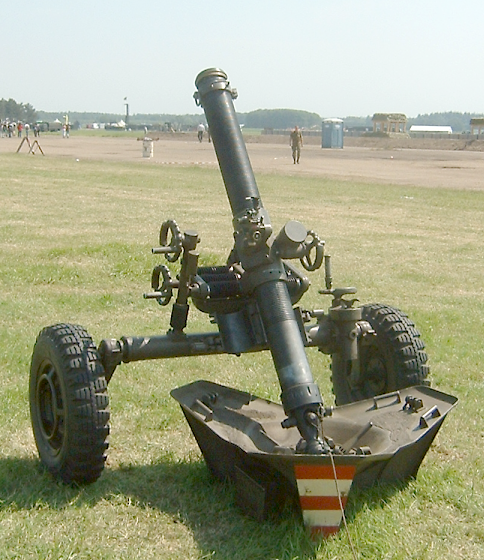
Mortier MO 120 RT
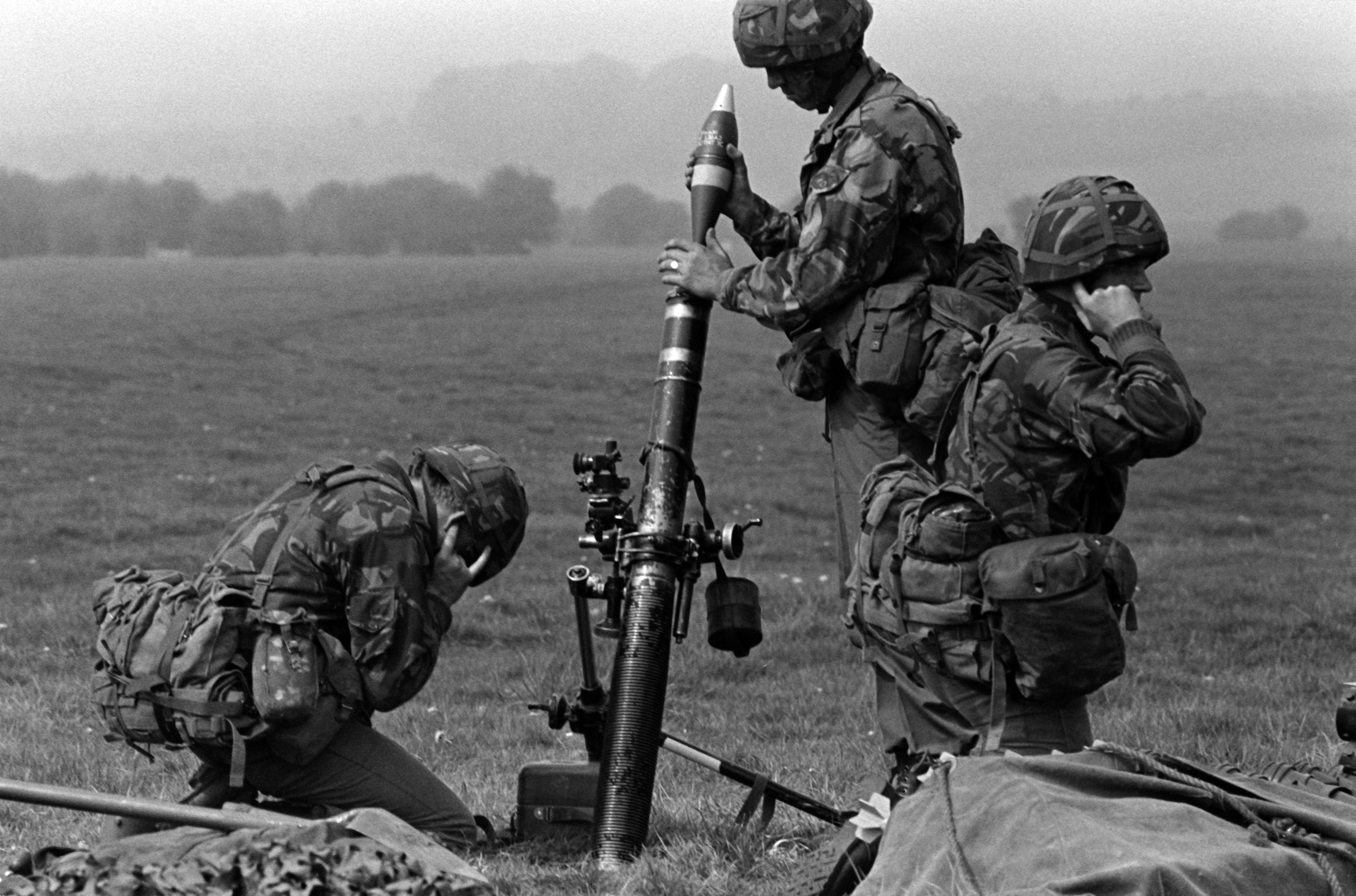
Mortier M29 de 81mm

Antichars

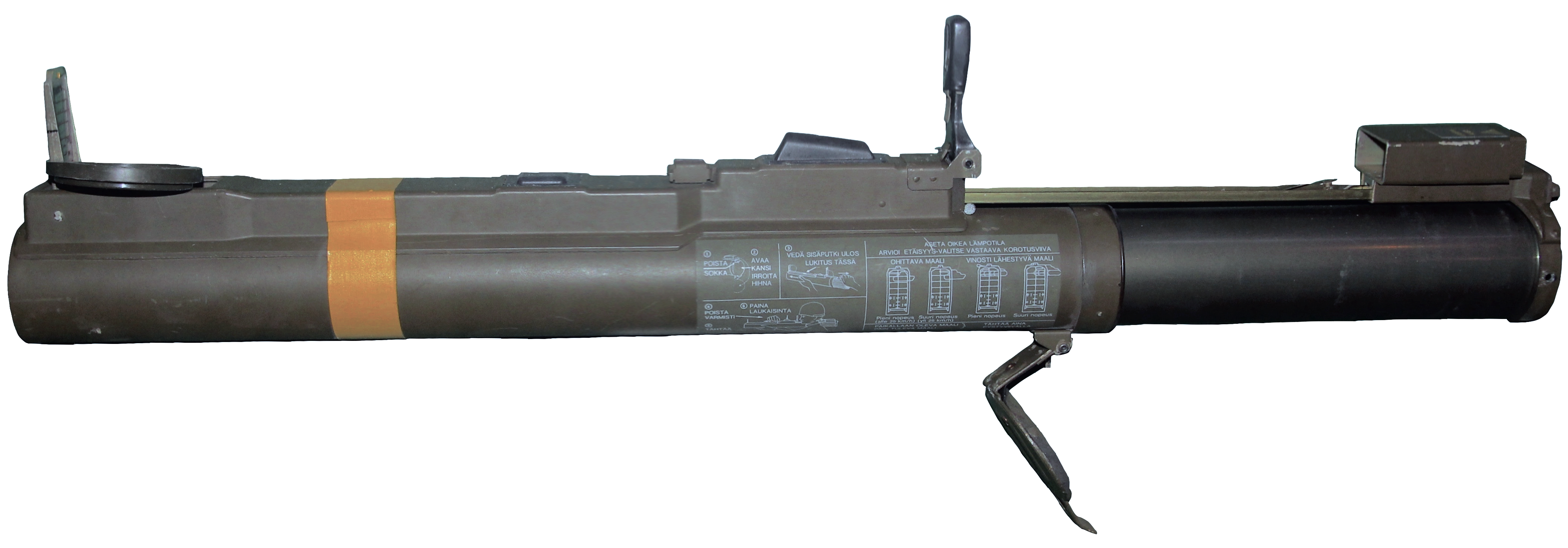
Lance roquette M72 LAW
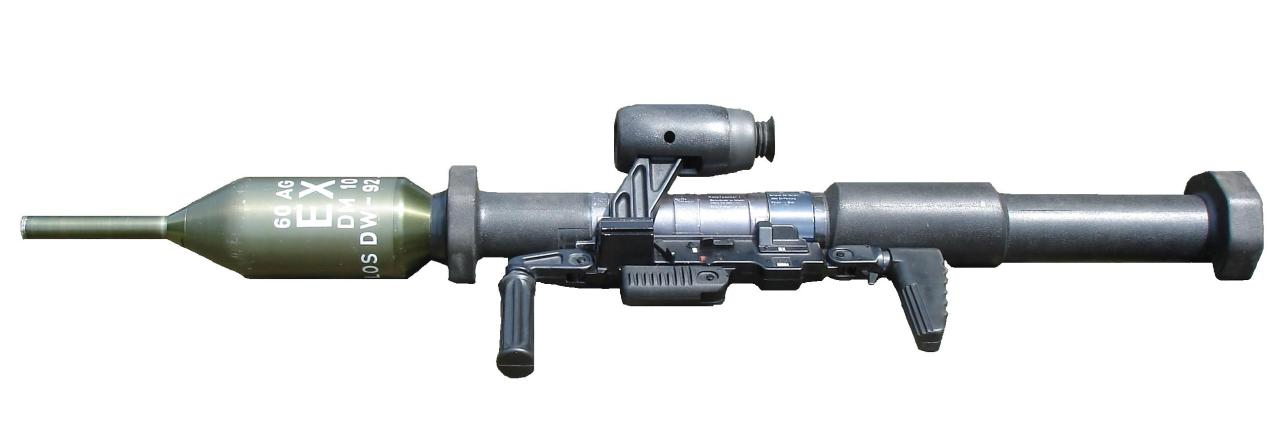
Lance roquette Panzerfaust 3
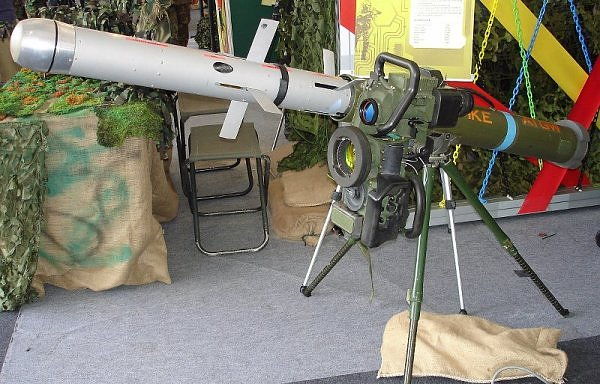
Missile SPIKE sur son lanceur

Drones

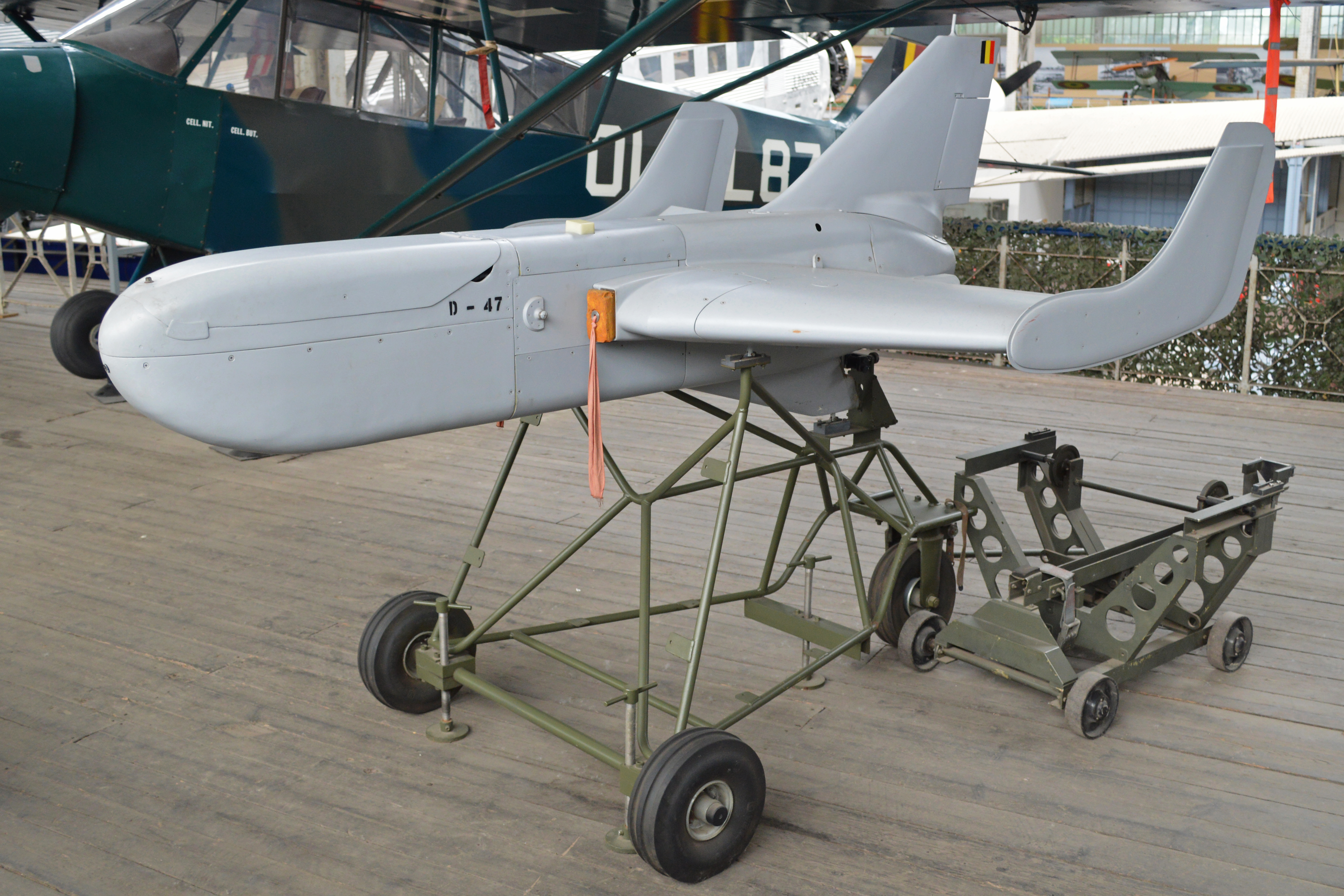
MBLE Épervier, en service de 1976 à septembre 1999
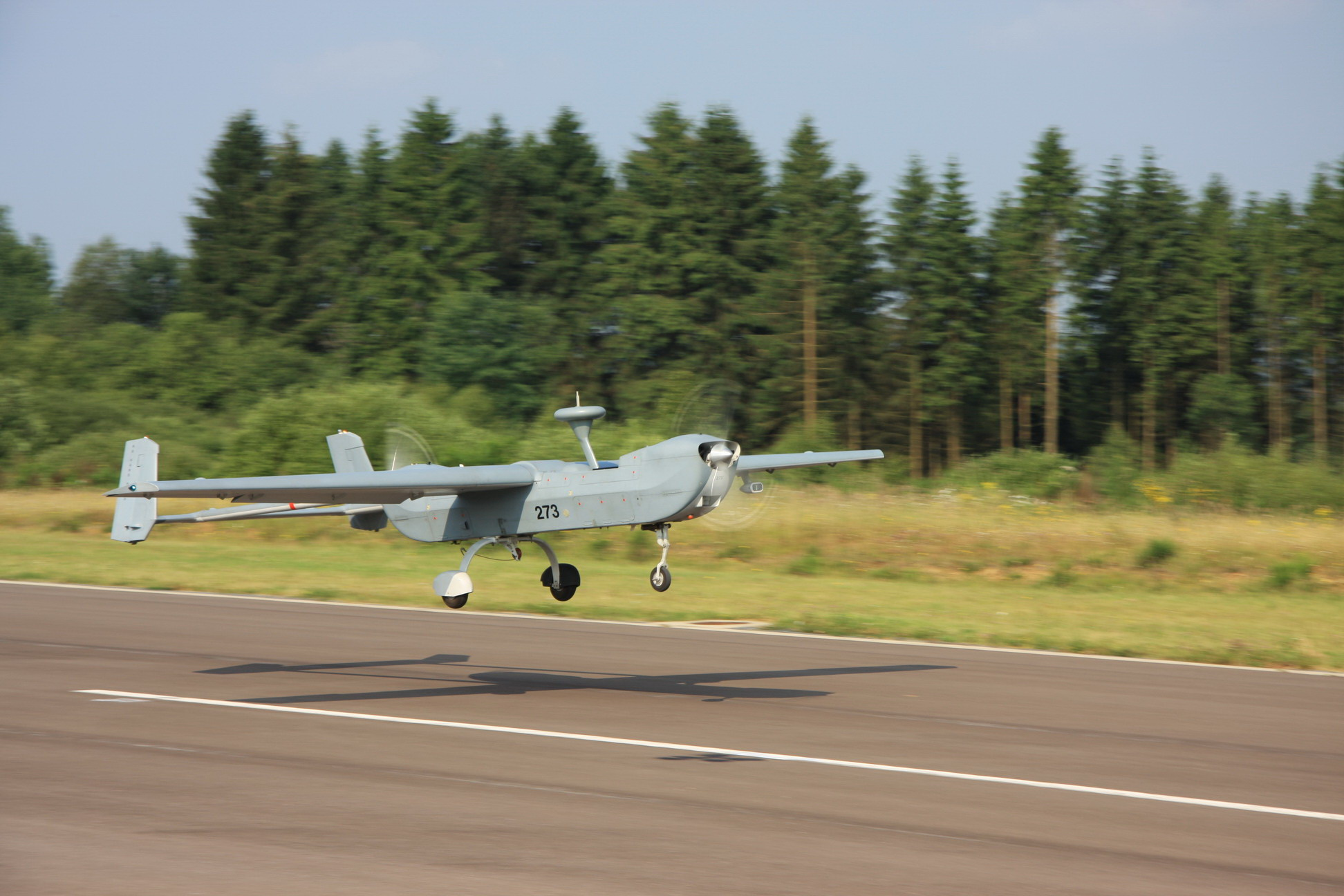
Drone B-Hunter, en service de 2004 à septembre 2020

## Véhicules de combats

### Chars
Sherman Firefly

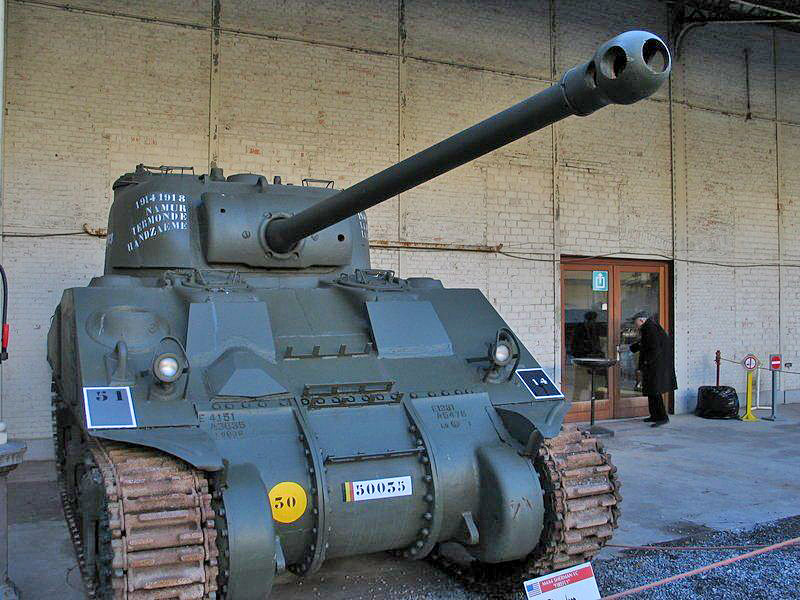
Char M4 Sherman Firefly

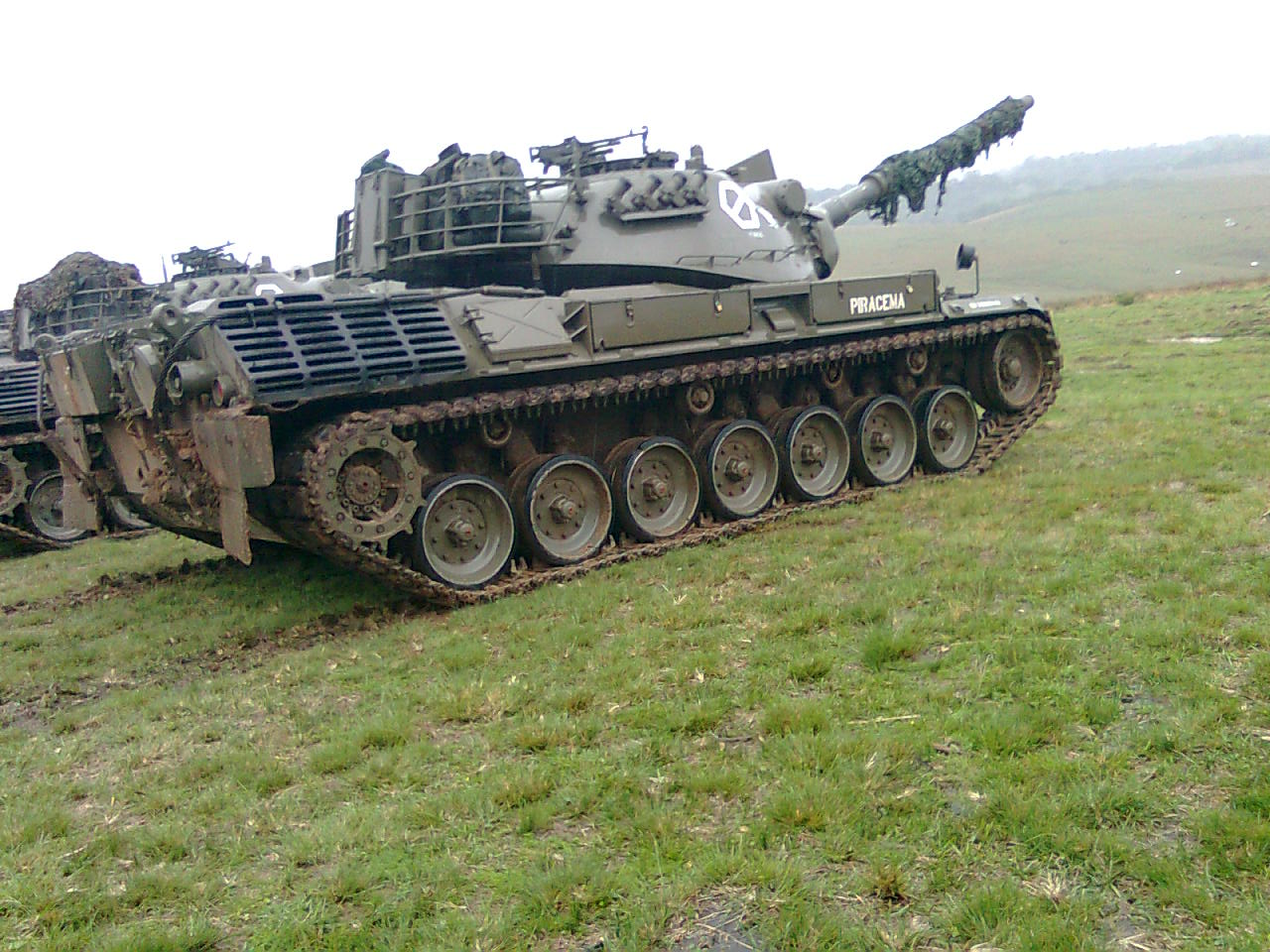
Char Léopard I cédé par la Belgique aux forces armées brésiliennes.

Au sortir de la Seconde Guerre mondiale, l'armée blindée belge est équipée de chars M4 Sherman et notamment de sa version améliorée par les Britanniques MkVc Firefly.
M24 Chaffee
M26 Pershing
M41 Walker Bulldog
M47 Patton
Le char M47 est entré en service aux États-Unis en 1952. Quelque 8 676 M47 ont été produits aux débuts de la guerre froide, principalement pour équiper les partenaires de l'OTAN contre les forces du pacte de Varsovie dont 784 pour la Belgique, ils sont retirés des premières lignes en 1968.
Léopard I
En 1966, l'armée belge décide de s'équiper du char Léopard 1 en remplacement de ses M47. 334 Léopard 1BE sont réceptionnés entre 1968 et 1971 équipant un maximum de 8 régiments blindés à 40 chars par unité ainsi qu'une école. En service jusqu'au 10 septembre 2014 pour les 83 ultimes exemplaires destinés au combat,, ce véhicule va devenir l'un des symboles de la force terrestre. La Belgique sera ainsi le premier pays à acquérir à l'exportation cet engin. Ne différant que fort peu de la version allemande (FN MAG à la place de la MG3, coffrets latéraux modifiés), ces « léos » sont dénommés Léopard 1(BE).
Kanonenjagdpanzer
80 exemplaires de ce chasseur de chars furent acquis par la Belgique à partir de 1973. Ayant équipé jusqu'à 8 bataillons d'infanterie, ils resteront en service dans l'armée belge jusqu'en 1989[réf. souhaitée].

### Transports d'infanterie
AIFV

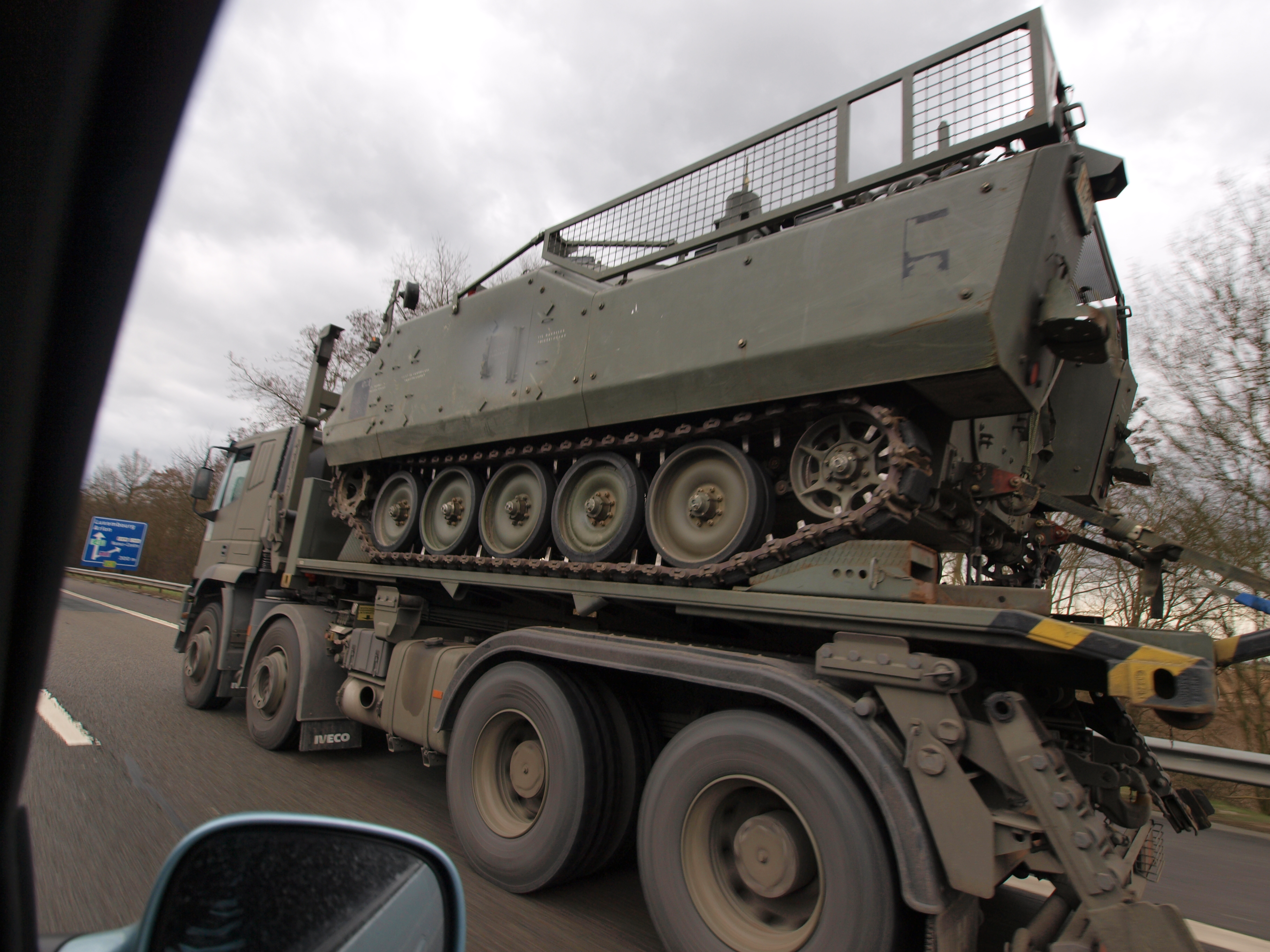
Un AIFV-B belge à bord d'un camion Iveco EuroTrakker en 2010.

En 1979, la Belgique a passé une commande de 514 AIFV-B à produire localement. Les premiers véhicules sont livrés en 1982 et entrent en service actif en 1985.
M113
525 M113A-B (similaire au M113A2) sont commandés en même temps que l’AIFV.

### CVR(T)
Les véhicules de la famille des CVR(T) ont rejoint le service opérationnel en 1973 et ont quitté la force terrestre belge en 2003. Plus de 700 CVR(T) dans les différentes versions ont été construits localement sous licence britannique, afin de remplacer le char M41 Walker Bulldog et le VTT AMX-13 dans les unités de reconnaissance. La plupart des véhicules étaient engagés au sein des régiments de Chasseurs à Cheval déployés le long du Rideau de fer. « Ce n'est qu'à la fin de leur carrière opérationnelle que les CVR(T) ont pu déployer toutes leurs possibilités, notamment lors de missions en Somalie, au Rwanda, au Congo et dans les Balkans ».

### Véhicules légers

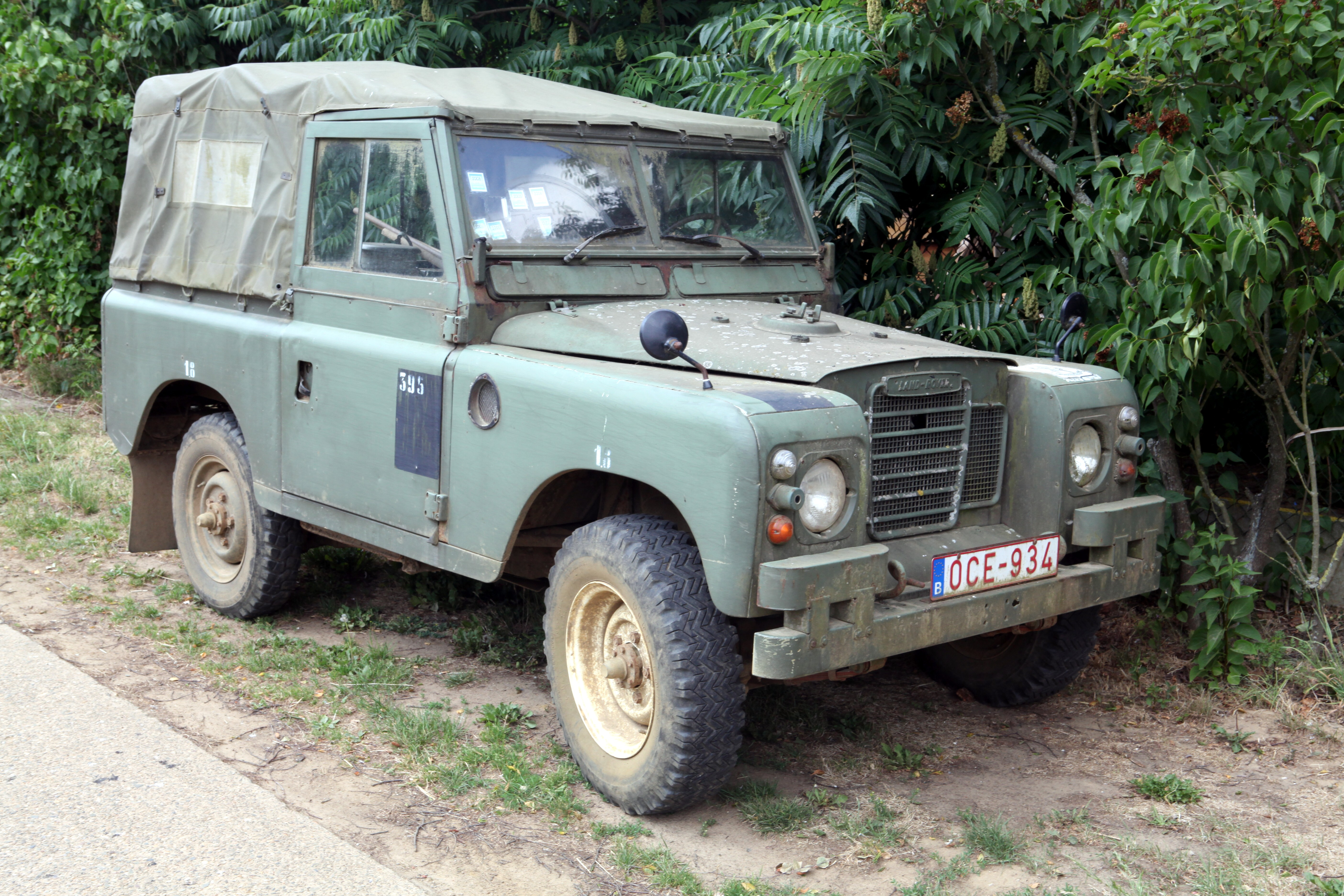
Ancienne Land Rover Série III sous livrée belge

À la fin de la Seconde Guerre mondiale, le parc de véhicules légers des armées belges est essentiellement constitué de Jeeps Willys et par des utilitaires légers britanniques. Ce matériel ayant atteint ses limites, il fut remplacé par la Land Rover (Série I (1949-1958) d'abord) fabriquée sous licence par la « Société Nouvelle Minerva » à partir de 1952, les utilitaires légers étant quant à eux remplacés par l'Unimog. Au parc de Land Rover/Minerva viendront également s'adjoindre des Volkswagen 181.
Les unités para-commandos disposeront d'un véhicule assez particulier, l'AS 24 Trike, un véhicule tricycle aérotransportable et largable produit par la Fabrique nationale de Herstal dans les années 1960.

### Véhicules de servitude du temps de paix

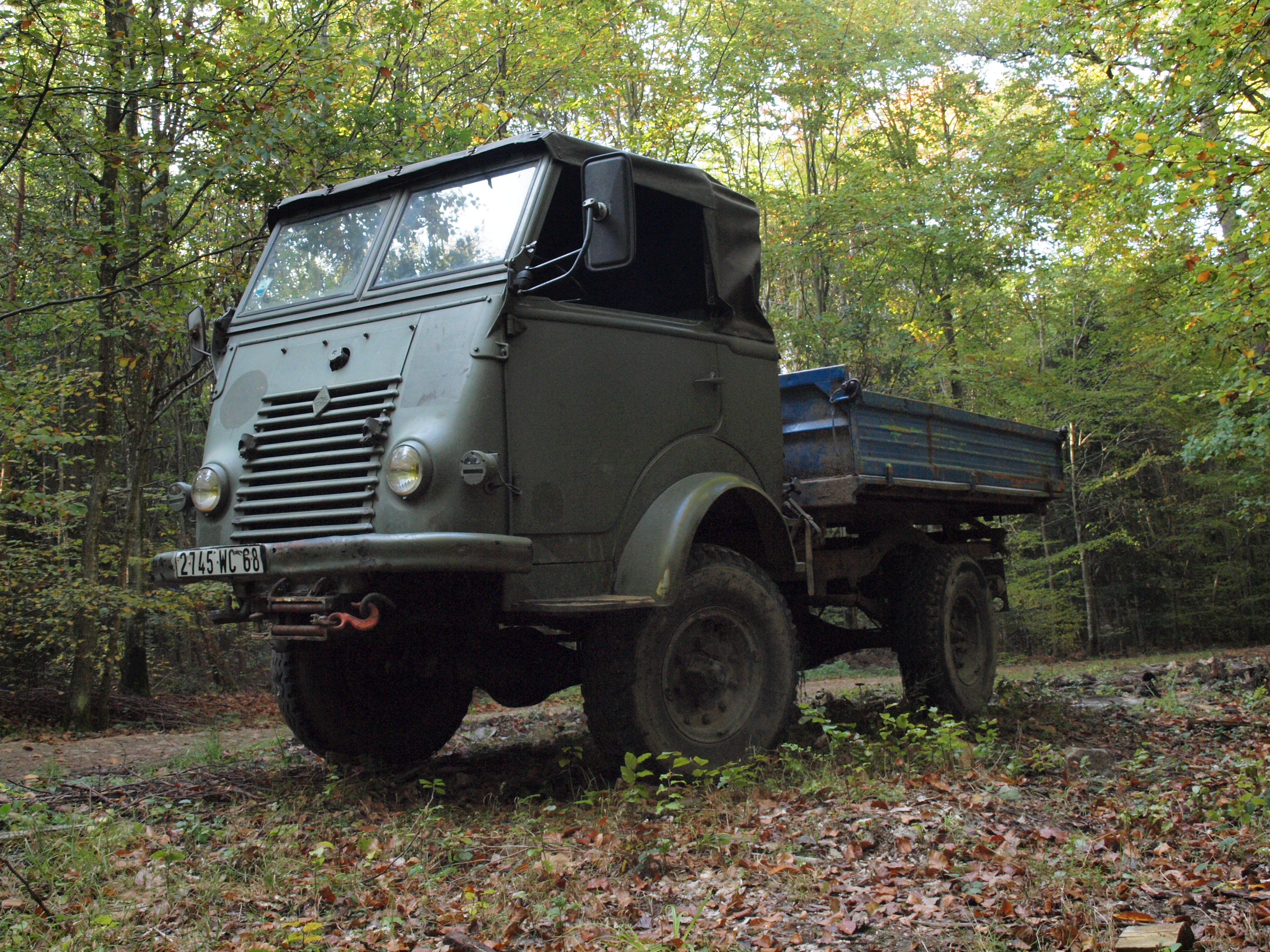
Renault « R2087 », version militaire la Goélette, ici sous livrée de l'armée française.

Les différentes branches de la Force terrestre (Infanterie, Logistique, Administration, ..) se sont vues également équipées d'un important parc de voitures, camionnettes et utilitaires pour les missions de liaison, de transport de personnels, de livraison de pièces détachées, etc. Ce parc comprenait notamment à une époque des Renault 4 dans différentes versions, des Volkswagen Combis, la Renault Goélette...

## Aviation légère

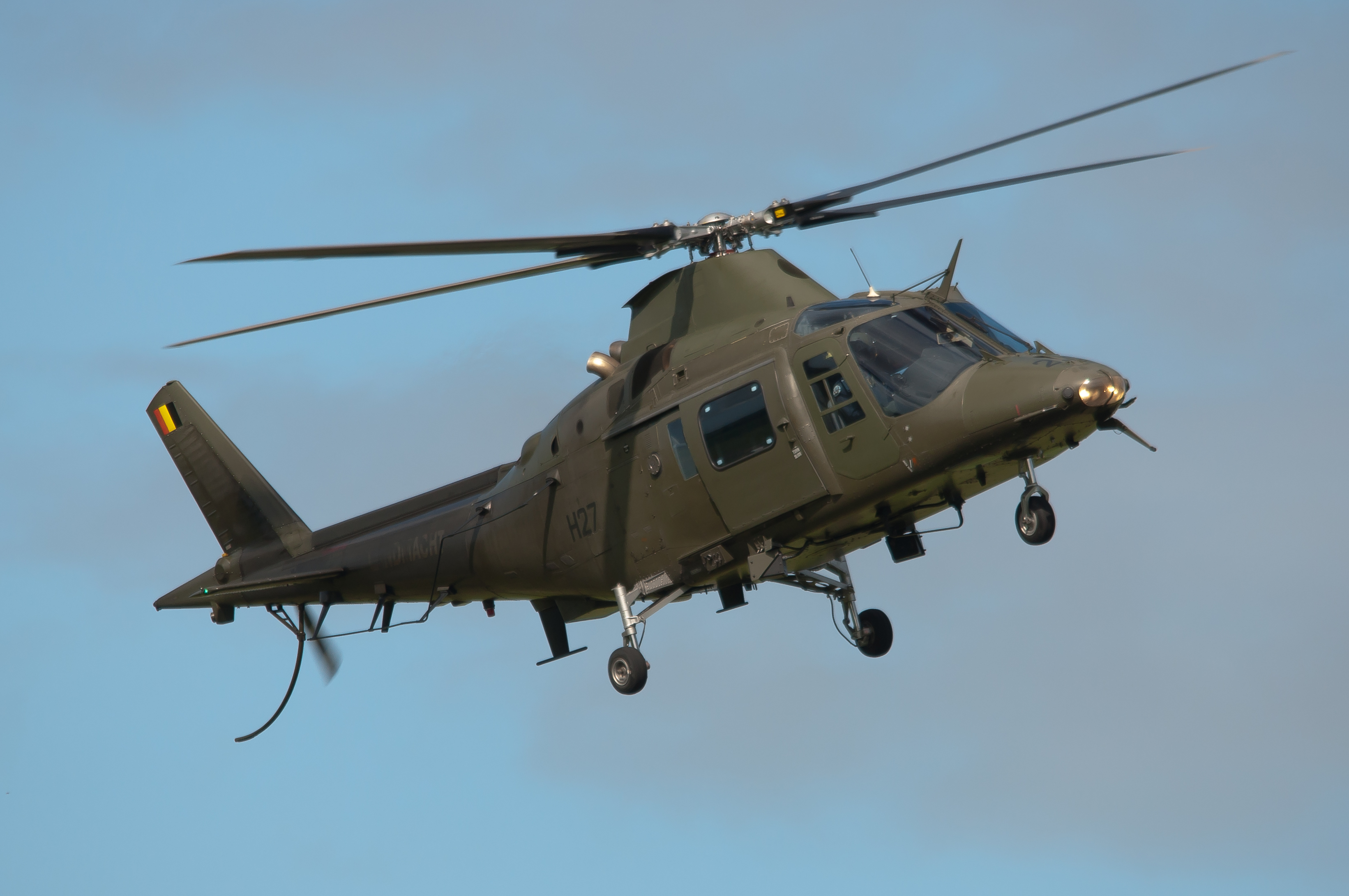
Hélicoptère Agusta A.109

## Gendarmerie 1945-2000
Article détaillé: Gendarmerie (Belgique)

### Afrique centrale (Congo belge, Zaïre, République démocratique du Congo, Rwanda)

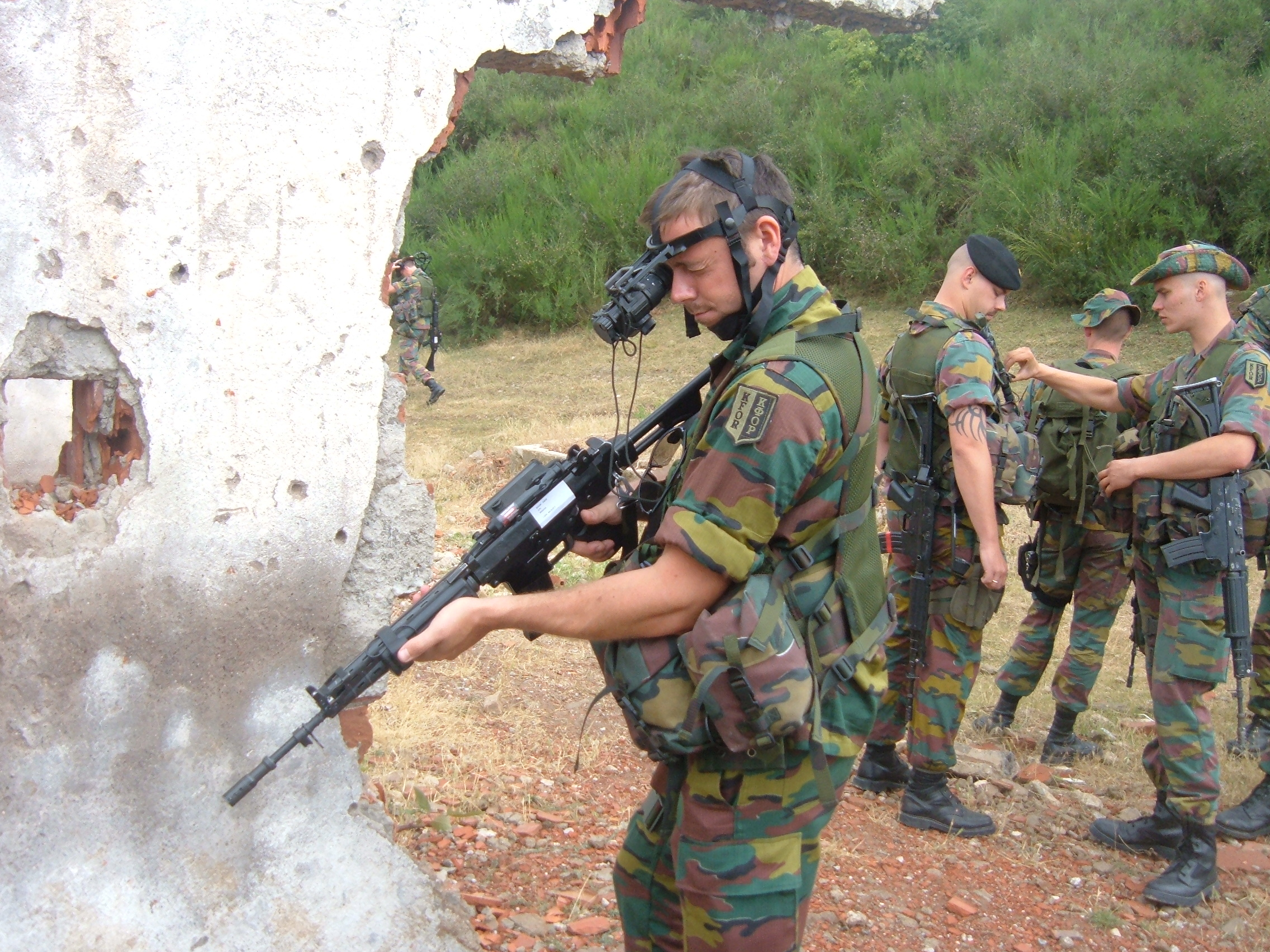